# Вареники
Вареники е украинско национално ястие под формата на варени продукти от безквасно тесто с пълнеж от кайма, зеленчуци, гъби, плодове, извара, картофи и плодове.
Те са сходни с пелмените (ушки, пермени, манти) в Източна Русия и Сибир, полските пероги (на полски: pierogi), подкоголите в марийската кухня и колдуните в Западна Русия, както и на много ястия в традиционната китайска кухня. Основната разлика между тези ястия е в пълнежите и външната форма на варените продукти.
Мързеливите вареники могат да се разглеждат или като вид обикновени вареники, които не изискват продължителна подготовка, или като отделно ястие. За приготвянето им пълнежът (най-често извара) се смесва с тестото, след това се увива като въже и се нарязва на галушки, които се варят.

## Приготвяне
Тестото за варениките е от пшенично брашно, може да бъде безквасно, с мая, или с кефир. Навива се на тънък слой, от който се изрязват кръгли, коси или квадратни парчета и в тях се увива пълнежът (използва се варено месо, задушено зеле, варени картофи, извара; или пресни плодове: череши, боровинки, ягоди). След това краищата на тестото се прищипват, поставят се във вряща вода (или се приготвят на пара) и се варят, докато изплуват (плюс още минута или две, в зависимост от размера им). Варениките с месо, след сваряването им, могат да се запържат и в олио.

## Сервиране
Сервират се горещи със сметана и/или краве масло. Сладките вареники (с череши, извара) често се поръсват със захар или поливат със сладко. Варениките с картофи обикновено се сервират с пържен лук и растително масло.
|                                        |                               |                               |                    |
| Вареники с месо, поднесени със сметана | Вареники с череши като десерт | Вареники със сметана и пръжки | Мързеливи вареники |

## В литературата
Варениките се споменават в творбите на Николай Гогол, Анджей Сапковски, описват се и в „Описание на Харковското наместничество“ (1785 г.).